# Oliveira do Douro (Vila Nova de Gaia)
Oliveira do Douro ist eine Gemeinde im Nordwesten Portugals.
Oliveira do Douro gehört zum Kreis Vila Nova de Gaia im Distrikt Porto, besitzt eine Fläche von 7,5 km² und hat 22.615 Einwohner (Stand 19. April 2021).

## Persönlichkeiten
- Susana Santos (* 1992), Langstreckenläuferin